# Флаг Октябрьского сельского поселения (Мариинско-Посадский район)
Флаг Октя́брьского сельского поселения — официальный символ упразднённого  муниципального образования Октябрьское сельское поселение Мариинско-Посадского района Чувашской Республики Российской Федерации.
Флаг утверждён 29 июня 2007 года и внесён в Государственный геральдический регистр Российской Федерации с присвоением регистрационного номера 3511.
Флаг составлен на основании герба Октябрьского сельского поселения Мариинско-Посадского района, по правилам и соответствующим традициям вексиллологии, и отражает исторические, культурные, социально-экономические, национальные и иные местные традиции.

## Описание
«Прямоугольное полотнище красного цвета с отношением ширины к длине 2:3 в центре которого выходящая снизу рука белого цвета, держащая вертикально поставленный Меркуриев жезл жёлтого цвета, обвитый вместо змей стеблями хмеля с листьями».

## Обоснование символики
На территории поселения находится Октябрьское районное потребительское общество, являющееся одним из лучших потребительских обществ в России.
Исмелевский (Октябрьский) базар имеет древнюю родословную, он функционировал с середины XIX века. Жители села всегда стремились к благоденствию и процветанию.
Активное развитие торговли послужило основанием для размещения на флаге руки, держащей кадуцей (жезл Меркурия).